# 城市广场 (亚罗士打)
城市广场（英語：City Plaza）是一座位于马来西亚吉打州亚罗士打主要购物中心。其位置坐落于亚罗士打市中心。城市广场与早期的城市购物中心连接。

## 建筑内部结构
- 假日别墅五星级酒店
- 服装店
- 娱乐场所
- 电影院
- 保龄球
- 餐馆